# Melekeok (stad)
Melekeok is de hoofdstad van de gelijknamige staat aan de oostkust van het hoofdeiland Babeldaob, waarop tien van de 16 Palause staten liggen. Ook de hoofdstad van Palau, Ngerulmud ligt in deze deelstaat.
De voornaamste chef (traditionele leider) van Melekeok is Reklai Ngirmang. Melekeok heeft een basisschool met 41 leerlingen.

## Geschiedenis
Melekeok heeft een lange geschiedenis achter de rug als het machtscentrum van Palau. Tijdens de Japanse bezetting werden meerdere bai (traditionele mannenontmoetingshuizen) vernield, maar in 1992 werden ze herbouwd.
Airai · Dongosaro · Hatohobei · Imeong · Kayangel · Kloulklubed · Koror · Melekeok · Mengellang · Mongami · Ngaramasch · Ngatpang Village · Ngchesar Hamlet · Ngercheluuk · Ulimang · Urdmang